# Caspar Neher
Pour les articles homonymes, voir Neher.
Caspar Neher, né à Augsbourg le 11 avril 1897, mort à Vienne le 30 juin 1962, est un décorateur de théâtre allemand qualifié par Bertolt Brecht du "plus grand de notre temps".
Durant les années 1920, il s'associe avec Erich Engel et Brecht pour des spectacles tels que Dans la Jungle des Villes créé en 1923 à Munich, La Vie d’Édouard II (1924), Coriolan(1925) ou Baal en 1926, pour lesquels il crée les décors. Voulant rompre avec le naturalisme, et influencé par les théories de Brecht sur la distanciation, il crée également les décors de Homme pour homme en 1926 et du célèbre Opéra de quat'sous en 1928.
Puis, après un retour à la discrétion dans les années 1930, durant lesquelles il aborde une matière baroque ou venant de la Renaissance, il passe à la réalisation de décors pour opéras. Dès 1937, il est à la base de la scénographie des mises en scène d'Engel dans sa série de pièces de Shakespeare. 
Après un séjour de deux années à Zurich durant l'après-guerre, il repart pour Berlin pour y poursuivre sa collaboration avec Brecht. Il fera également partie du Berliner Ensemble pour lequel il créera les décors de Puntila en 1949 et du Précepteur en 1950 et continuera à travailler bien après la mort de Brecht. Il assure la création de Antigonæ de Carl Orff au Festival de Salzbourg en 1949. 
En 1954, il devient directeur technique des Münchner Kammerspiele et à partir de 1958, il est professeur de sécénographie à Vienne, en Autriche, pays dont il avait pris la nationalité et où il meurt en 1962.

## Œuvres
- 1923 : Dans la jungle des villes de Bertolt Brecht, mise en scène de E. Engels, Munich Residenz-Theater, 1923
- 1924 : Édouard III de William Shakespeare, mise en scène de B. Brecht, Munich Kammerspiele, 1924
- 1925 : Coriolan de W. Shakespeare, mise en scène de E. Engels, Lessing Theater, 1925
- 1925 : Le Cercle de craie caucasien de B. Brecht, mise en scène de M. Reinhardt, Deutsches Theater, 1925
- 1926 : Lysistrata d'Aristophane, mise en scène de E. Engels, Deutsche Theater, 1926
- 1926 : Homme pour homme de B. Brecht, mise en scène J. Geis, Darmstadt Landestheater
- 1926 : Hamlet de Shakespeare, mise en scène L. Jesser, Staatlichen Schauspielhaus Berlin, 1926
- 1926 : Lulu de Frank Wedekind, mise en scène par E. Engels, Staatlichen Schauspielhaus Berlin, 1926
- 1926 : Baal, mise en scène B. Brecht, Deutsche Theater, 1926
- 1927 : Grandeur et décadence de la ville de Mahagonny de B. Brecht,Baden- Baden 1927
- 1927 : Die Wupper de Else Lasker-Schüler, mise en scène de J. Fehling, Staatstheater, 1927
- 1928 : Carmen de Georges Bizet, mise en scène de E. Legal, Kroll Opera, 1928
- 1928 : Kalkutta 4 mai de Lion Feuchtwanger, mise en scène e E, Engels, Staatstheater, 1928
- 1928 : L'Opéra de quat'sous de B. Brecht, mise en scène de B. Brecht et E Hauptmann, 1928
- 1928 : Die Petroleuminseln de L. Feuchtwanger, mise en scène de J. Fehling, Staatstheater, 1928
- 1929 : Ravel, Milhaud, Ibert
- 1929 : Moschopoulos de Rudolf Wagner-Régeny, Essen, 1929
- 1929 : Happy End, Theater am Schiffbauerdamm, 1929
- 1931 : De la maison des morts de Leoš Janáček, Kroll Oper 1931
- 1932 : Mère Courage de Bertolt Brecht, Komödienhaus, 1932
- 1932 : La Caution de Kurt Weill (livret de Neher), mise en scène de Carl Ebert, Stadtische Oper, 1932
- 1932 : Un bal masqué de Giuseppe Verdi, mise en scène de Carl Ebert, Stadtische Oper, 1932
- 1933 : Der Silbersee de Kurt Weill, mise en scène de Sierck, The Theater in Leipzig, 1933
- 1933 : Les Sept Péchés capitaux (Die sieben Todsünden) de Kurt Weill, Paris, 1933
- 1937 : Coriolanus de Rudolf Wagner-Régeny, Deutsches Theater, 1937
- 1938 : La Tempête de Shakespeare, mise en scène de Erich Engel, Deutsches Theater, 1938
- 1938 : Macbeth de Shakespeare, mise en scène de Erich Engel, Glyndebourne (Londres), 1938
- 1939 : Die Bürger von Calais de Rudolf Wagner-Regény, dirigé par Herbert von Karajan, Berlin Staatsoper 1939
- 1939 : Othello de Shakespeare mise en scène de Erich Engels, Deutsches Theater, 1939
- 1939 : La Nuit des rois de Shakespeare, mis en musique par Rudolf Wagner-Regény, Deutsches Theater, 1939
- 1940 : La traviata de Verdi, mise en scène de Oskar Fritz Schuh, Opéra de Vienne, 1940
- 1941 : Johanna Balk de Rudolf Wagner-Regény, mise en scène de Oskar Fritz Schuh, Opéra de Vienne, 1941
- 1942 : Carmina Burana de Carl Orff, Opéra de Hambourg, 1942
- 1946 : Mère Courage de Bertolt Brecht, mise en scène de Leopold Lindtberg, The Zürich Schauspiellhaus, 1946
- 1947 : Le Général du Diable de Carl Zuckmayer, mise en scène de Heinz Hilpert, Zürich Schauspielhaus, 1946
- 1947 : Grand-peur et misère du IIIe Reich de Bertolt Brecht, scénographié par Ernst Ginsberg avec des 	projections de Neher, Baal, 1947
- 1947 : Rigoletto de Verdi, Cambridge Theater (Londres), 1947
- 1947 : Peter Grimes de Benjamin Britten, Scala de Milan, 1947
- 1947 : La Mort de Danton de Gottfried von Einem, mise en scène de Oskar Fritz Schuh, au festival de 	Salzbourg,  1947
- 1948 : Antigone de Sophocle, mise en scène de Bertolt Brecht et Caspar Neher, Chur Stadttheater,  1948
- 1949 : La Flûte enchantée de Mozart, Salzburg Festival, 1949
- 1949 : Antigonæ de Carl Orff, Salzburg Festival, 1949
- 1950 : Précepteur
- 1951 : Lucullus de Paul Dessau, 1951
- 1952 : La Force du destin de Verdi, Opéra de Vienne, 1952
- 1952 : Wozzeck d'Alban Berg, Londres, 1952
- 1952 : Faust de Goethe, Berliner Ensemble, 1952
- 1955 : La Bonne Âme du Se-Tchouan de Bertolt Brecht, Zürich Schauspielhaus, 1955
- 1955 : La Vie de Galilée de Bertolt Brecht, mise en scène de Bertolt Brecht et Erich Engels, Berliner Ensemble, 1955
- 1956 : L'Opéra de quat'sous de Bertolt Brecht, produit par Sam Wanamaker, The RoyalCourt Theater (Londres), 1956
- 1956 : La Mort de Danton de Georg Büchner, mise en scène de Erwin Piscator, Schiller Theater, 1956
- 1959 : Wozzeck d'Alban Berg, Metropolitan Opéra, 1959
- 1959 : Macbeth de Verdi, Metropolitan Opéra, 1959